# 博埃西略
博埃西略，是西班牙卡斯蒂利亚-莱昂巴利亚多利德省的一个市镇。总面积24平方公里，
2001年普查人口總數為1852人，人口密度為每平方公里77人。